# Estação Avtovo
Avtovo (em russo:  А́втово) é uma das estações da linha Kirovsko-Vyborgskaia (Linha 1) do metro de São Petersburgo, na Rússia. Estação «Avtovo» está localizada entre as estações «Kirovskii Zavod» (ao norte) e «Leninskii Prospekt» (ao sul).